# Chaetosphaerulina yasudai
Chaetosphaerulina yasudai är en svampart som beskrevs av I. Hino 1938. Chaetosphaerulina yasudai ingår i släktet Chaetosphaerulina och familjen Tubeufiaceae.   Inga underarter finns listade i Catalogue of Life.